# Dhammajuttika rend

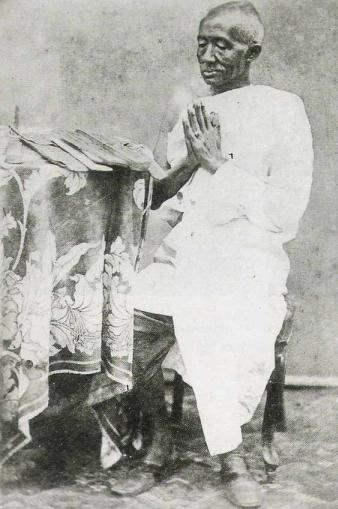
Vadzsiranyáno Bhikkhu, később IV. Ráma thaiföldi király, a Rattanakoszin királyság egykori uralkodója és a dhammajuttika rend alapítója

A dhammajuttika rend vagy thammajut nikája (thai: ธรรมยุติกนิกาย, ธรรมยุต, burmai: ធម្មយុត្តិក និកាយ) théraváda buddhista szerzetesek rendje Thaiföldön és Kambodzsában. A neve a páli dhamma („Buddha tanítása”), a jutti (egyetértésben) és a ka (csoport) kifejezésekből tevődik össze.

## Alapítása Thaiföldön
A dhammajuttika rend vagy thammajut mozgalomként indult 1833-ban, Mongkut herceg, II. Ráma sziámi király fia, vezetésével. Egészen az 1902-es Szangha törvényig megmaradt mozgalomként, amelyet azután elfogadtak Thaiföld kisebbik théraváda felekezetének.
Mongkut herceg maga is bhikkhu  (szerzetesi neve: Vadzsiranyáno) volt 27 éven (1824–1851) keresztül, mielőtt Sziám királya (1851–1868) lett. 1836-ban ő lett a Bovonnivet vihára templom első apátja. Röviddel azután, hogy 1824-ben szerzetesi felvételt nyert komoly ellentmondásokra lett figyelmes a páli kánonban foglalt előírások és a thai bhikkhuk által valójában gyakorolt szabályok között. Emiatt erőfeszítésekbe kezdett az egyházi rend megszigorítása érdekében. Mongkut továbbá igyekezett eltávolítani minden nem buddhista, népi vallási és babonára épülő elemet a szervezetükből, amely az évek során beszivárgott a thai buddhizmusba. Ennek az eredménye az is, hogy a dhammajut bhikkhuk naponta csupán egyszer vesznek magukhoz ételt (nem kétszer), amelyet a hagyományos alamizsna körút alatt gyűjtöttek be a világi emberektől.
A dhammajuttika rendből két jelentős és nagyra becsült szerzetes került ki: Ácsán Szao Kantaszílo (1861–1941) és Mun Bhuridatta (1870–1949). Hamvasztásuk után a csontjaik maradványait szétosztották különböző emberek és thai tartományok között. Ezek az ereklyék az állítások szerint különböző árnyalatú és színezetű kristály-szerű anyaggá váltak (páli: szaríra-dhátu).
Thaiföld egykori legfőbb pátriárchája, Njanaszamvara Szuvaddhana, korábban a dhammajuttika rend tagja volt. 2013. október 24-én halt meg.
A következő patriarchát még nem nevezték meg.

## A Dhammajuttika rend Kambodzsában

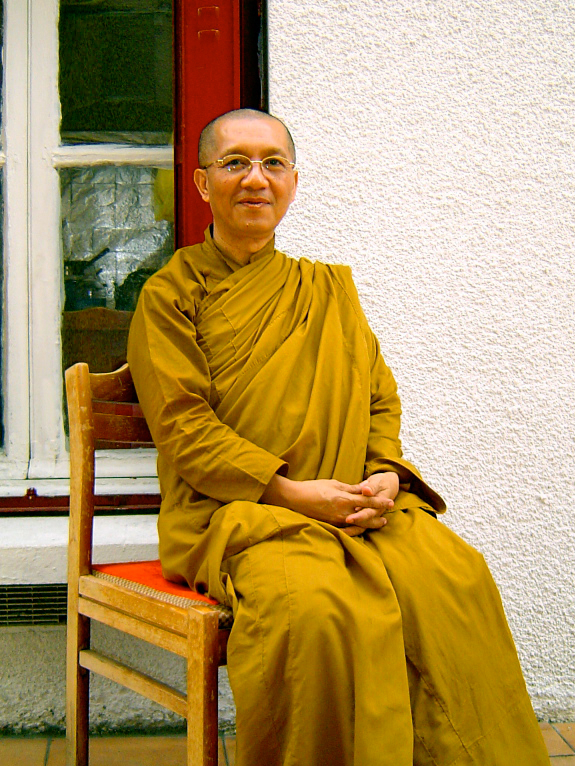
Szamdecs Preah Szanghareacs Bour Krj, a dhammajuttika rend legfőbb vezetője Kambodzsában.

1855-ben Kambodzsa királya meghívta Preah Szaukonn Pan-t, vagy más néven Maha Pan-t, a dhammajuttika rendben nevelkedett khmer bhikkhut, hogy hozza létre a rend kambodzsai ágát. Maha Pan lett a dhammajuttika vonal első szangharádzsája. A székhelye a Botum templomba került, amelyet a király kifejezetten a dhammajuttika szerzeteseknek emeltetett. A kambodzsai rendet támogatta ugyan az uralkodó, ám néhány alkalommal gyanakvóan tekintettek a rendre a thai monarchiával való kapcsolatai miatt.
A dhammajuttika rend Kambodzsában rengeteg szenvedésnek volt kitéve a Vörös Khmer idején, a valláson túlmenően főleg az uralkodóval és a külföldi nemzetekkel való kapcsolatai miatt. 1981 és 1991 között a rendet egyesítették a kambodzsai mahá renddel, így létrejött egy nagy közös szangha rendszer, vietnámi felügyelettel. 1991-ben Norodom Szihanuk király visszatért a száműzetésből és tíz év után újból kinevezte a dhammajuttika szangharádzsát, véget vetve ezzel a politikailag egyesített szanghának. A dhammajuttika ma is létezik Kambodzsában, jóllehet a szerzetesek száma jelentősen lecsökkent. A jelenlegi szangharádzsa, Bour Krj, liberálisabban áll hozzá a szerzetesek HIV fertőzés elleni kezelésével és az oktatással kapcsolatban, mint a mahá rend vezetője, Tep Vong.